# Dirʿiyya
Dirʿiyya (auch Diriyya oder Diriyah, arabisch الدرعية, DMG ad-Dirʿiyya) ist heute ein nordwestlicher Vorort von Riad mit 61.609 Einwohnern (2022) und liegt im gleichnamigen Gouvernorat Dirʿiyya, einem Verwaltungsbezirk innerhalb der Provinz Riad. Die ursprüngliche Siedlung liegt direkt am Wadi Hanifa und besteht aus niedrigen Lehmgebäuden, die heute unbewohnt und als Freilichtmuseum zu besuchen sind. Die ursprünglichen Bewohner waren Händler und Wadibauern.
Dirʿiyya gilt als Keimzelle des Wahhabismus und Heimat der Familie Al Saud. Man kann Dirʿiyya als eine Art Vorgängerstadt von Riad bezeichnen. Der Stadtbezirk at-Turaif ist seit 2010 Weltkulturerbe.

## Siedlungsstruktur
Die Bezeichnung bezog sich ursprünglich auf die gesamte, teils mit Mauern umgebene Wadioase. Diese bestand aus mehreren Siedlungszentren. Mit heutigen und europäischen Begriffen könnte man den Ort als in Nordsüdrichtung etwa 4 Kilometer lang gestrecktes Flusstal beschreiben, mit mehreren Dörfern, Gutshäusern und dem städtischen Zentrum at-Turaif. Der Wadiboden ist mit Dattelgärten und anderen Anpflanzungen bedeckt, während die Besiedlung sich an die zum Teil recht steilen Hänge drückt. At-Turaif, das letzte Zentrum der Oase, liegt auf einem keilförmigen Geländesporn am Westhang des Wadis. Die gesamte Oase war auf der Ebene, in die sich das Wadi einschnitt (und auf der das heutige Riad liegt), von Mauern mit einzelnen Wachtürmen umgeben. Der Darischah-Turm ist noch relativ gut erhalten. Das heutige Freilichtmuseum Dirʿiyya beinhaltet nur den Kern von at-Turaif, der eine eigene Stadtmauer besaß.

## Geschichte und Entwicklung

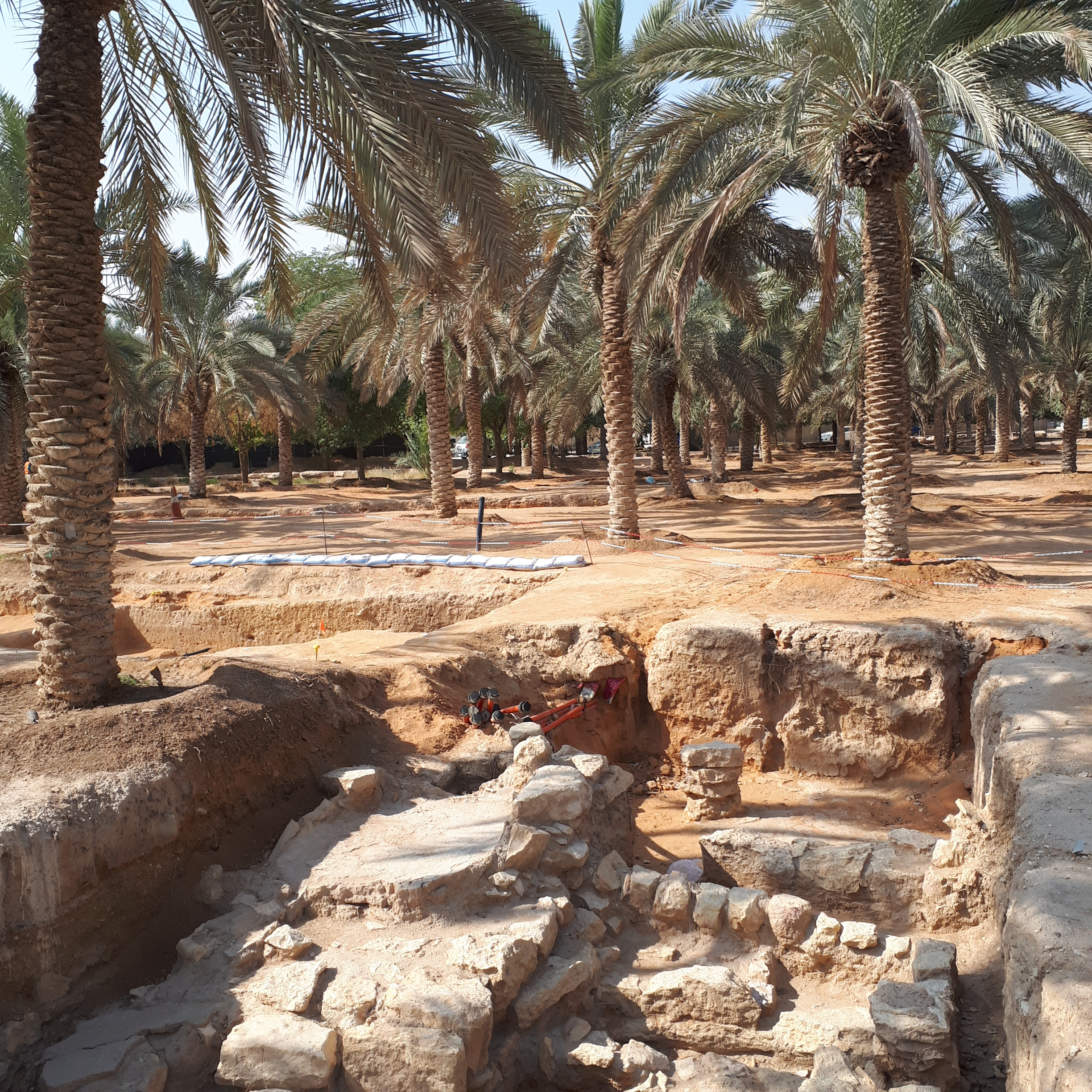
Ausgrabungsstelle in Diriyah

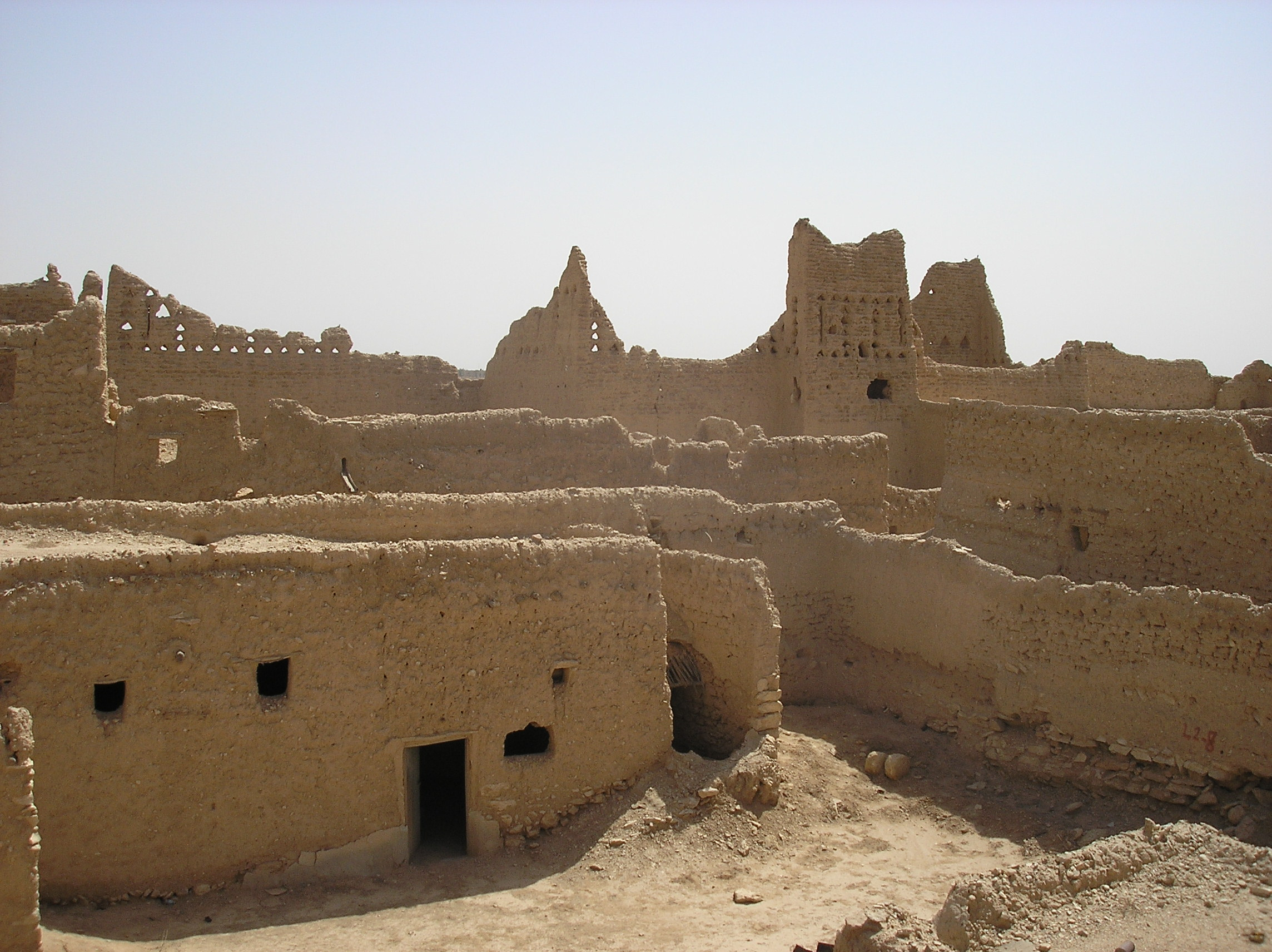
Im historischen Dirʿiyya

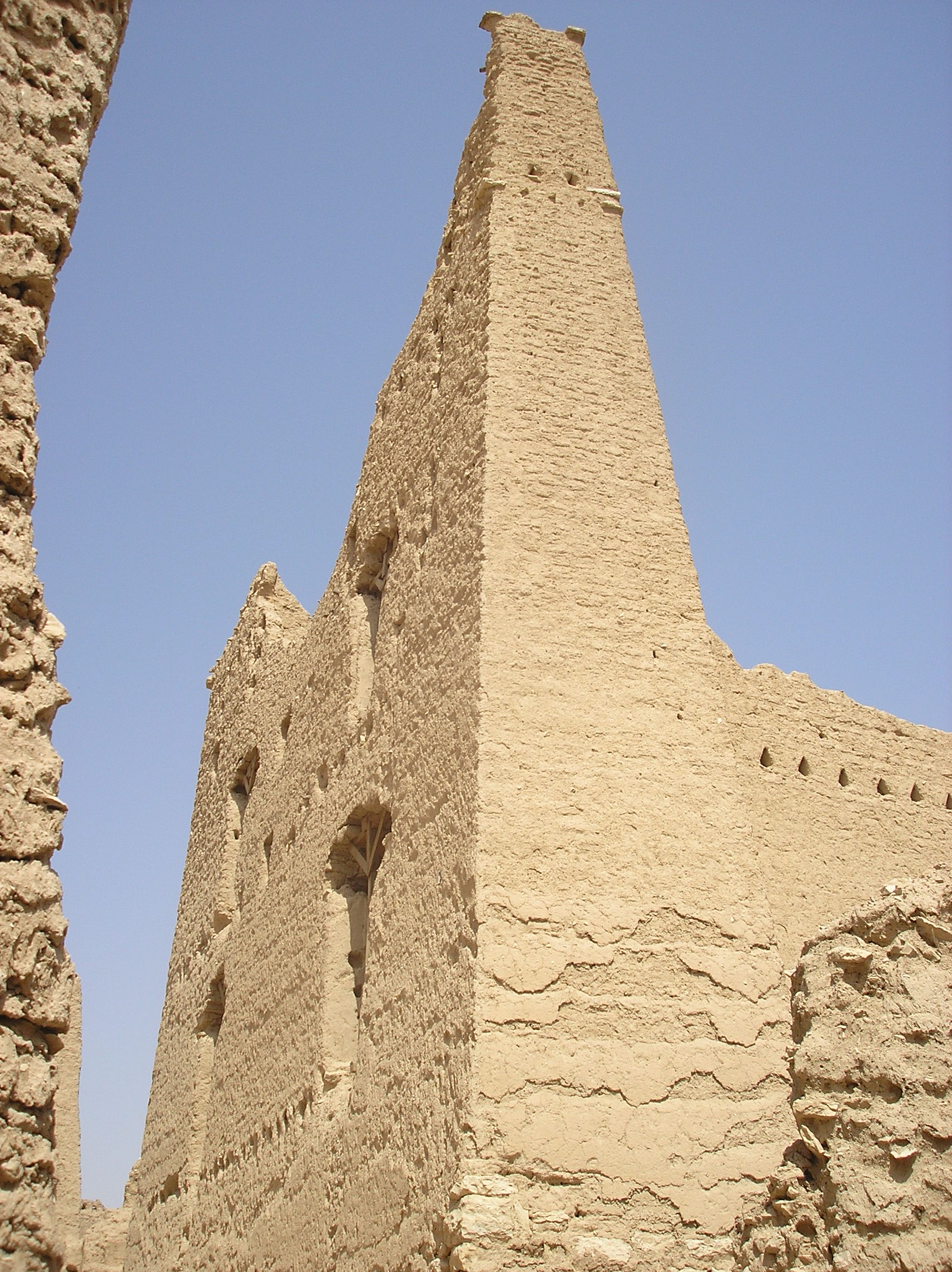
Im historischen Dirʿiyya

Dirʿiyya wurde 1446 gegründet. Im 15. Jahrhundert kam es im Nadschd zu vielen Umsiedlungen und intensiverer Nutzung der Oasen. Ibn Dir, der Häuptling der ad-Dir, eines Clans der Bani Hanifa aus Hadschr, wollte das Wadi besser nutzen und lud 1446 den ihm verwandten Stamm der Murada aus der Gegend von al-Qatif am Persischen Golf ein, hier zu siedeln. Sie gründeten die Siedlungen Mulaibid und Ghasiba am östlichen Ufer des Wadis und nannten den neuen Ort Dirʿiyya, der auch alle Siedlungen mit einbezog, die sich an den etwa vier Kilometern des Wadis befanden, die zwischen den beiden Orten lagen.
Ghasiba war der erste Hauptort der Murada-„Wadi-Oase“ Dirʿiyya im Wadi Hanifa. Der südliche Nadschd wurde später zunächst allerdings von al-Uyaina (im nördlichen Wadi westlich von al-Dschubaila) aus beherrscht. In den späten 1680er Jahren machte Muqrin bin Marchan at-Turaif am westlichen Wadi-Ufer zum Hauptort von Dirʿiyya. Ab 1725 beherrschte Dirʿiyya unter Muhammad ibn Saud (1735–1765), dem Gründer des ersten Saudi-Staates, den südlichen Nadschd.
Am östlichen Wadi-Ufer gegenüber von at-Turaif liegt der Ort Budschairi, wo die Familie des Scheichs Muhammad ibn Abd al-Wahhab (1703–1792) residierte, nachdem sie aus al-Uyaina vertrieben worden waren. Nach 1745 wurde dieser bedeutender als der Scheich Muhammad Ibn Saud, der in at-Turaif residierte, sich der Reformbewegung der Wahhabiten anschloss und 1744 mit dem Imam Muhammad bin Abd al-Wahhab einen Pakt schloss. Die Al Saud brachten den Großteil der Arabischen Halbinsel unter ihrer Herrschaft und drangen in das Hedschas vor, wo sie 1806 Mekka eroberten.
In at-Turaif vollendete der Imam Saud I. ibn Abd al-Aziz (Imam 1803–1814) die Salwa-Paläste. Der bekannteste Baumeister dieser Zeit in Dirʿiyya war Ibn Hazam.
Der osmanische Sultan Mahmud II. wollte die neue Macht auf der Arabischen Halbinsel einschränken. Im osmanisch-saudischen Krieg entsandte er seinen ägyptischen Statthalter Muhammad Ali Pascha auf einen Feldzug gegen die Saudis im Nadsch.
Die Oase wurde 1818 von Ibrahim Pascha, dem Sohn von Muhammad Ali Pascha, angegriffen und fiel nach sechs Monaten Belagerung im September durch einen Durchbruch im Norden, nachdem vorherige Angriffe auf at-Turaif von Süden durch das Wadi Scha'ib Safar nicht zum Erfolg führten. Die wichtigsten Mitglieder des Clans der Saudis wurden gefangengesetzt und zum Teil verschleppt oder hingerichtet. Im folgenden Jahr wurde Dirʿiyya vollständig zerstört.
Die Ortsteile at-Turaif und Ghasiba blieben bis heute verfallen. In den 1960er Jahren gab es Ansiedlungsversuche in at-Turaif. Bis zu den 1990er Jahren wurden der einstige Palast von Sa'd und der Qasr Nasr restauriert.

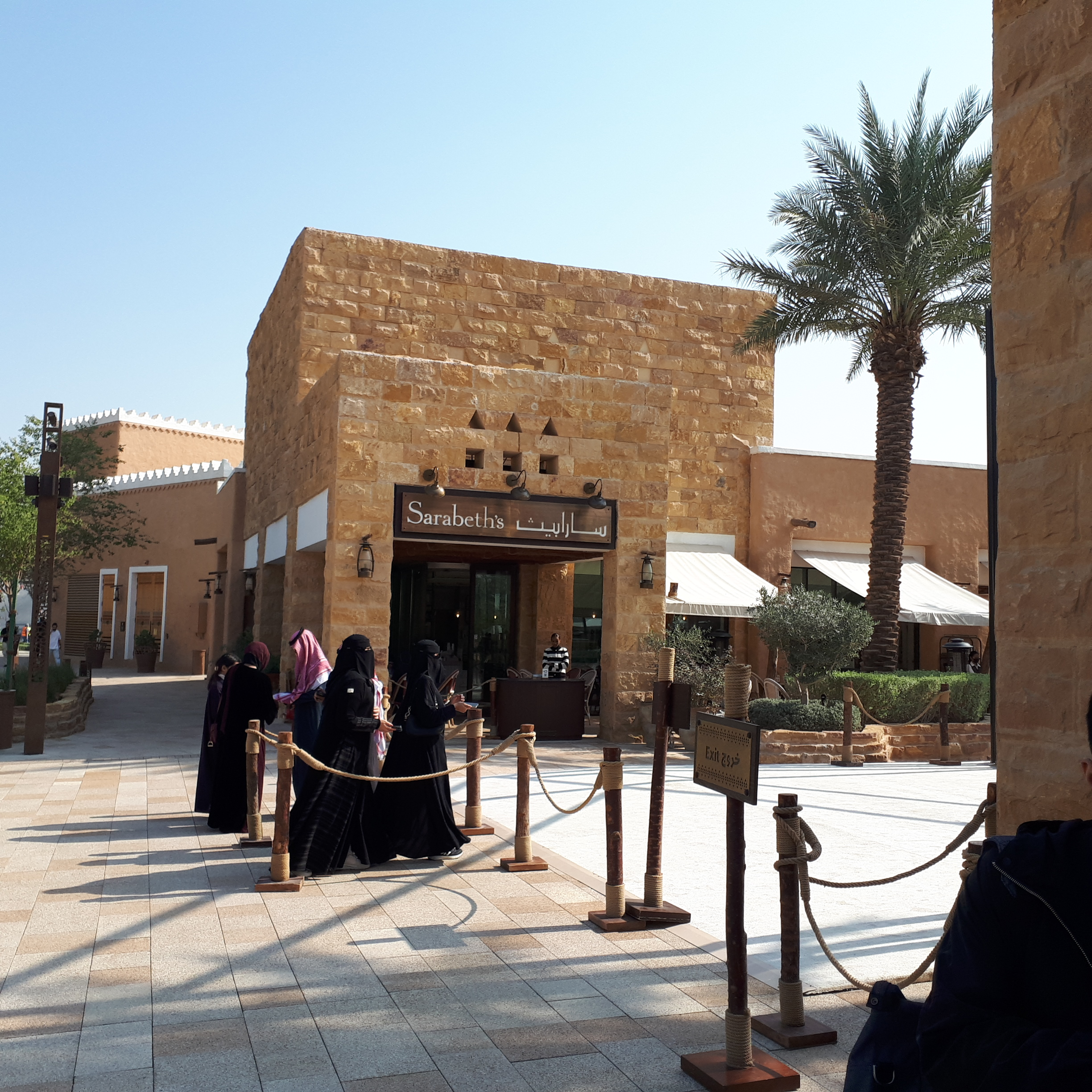
Eingang zum Freilichtmuseum

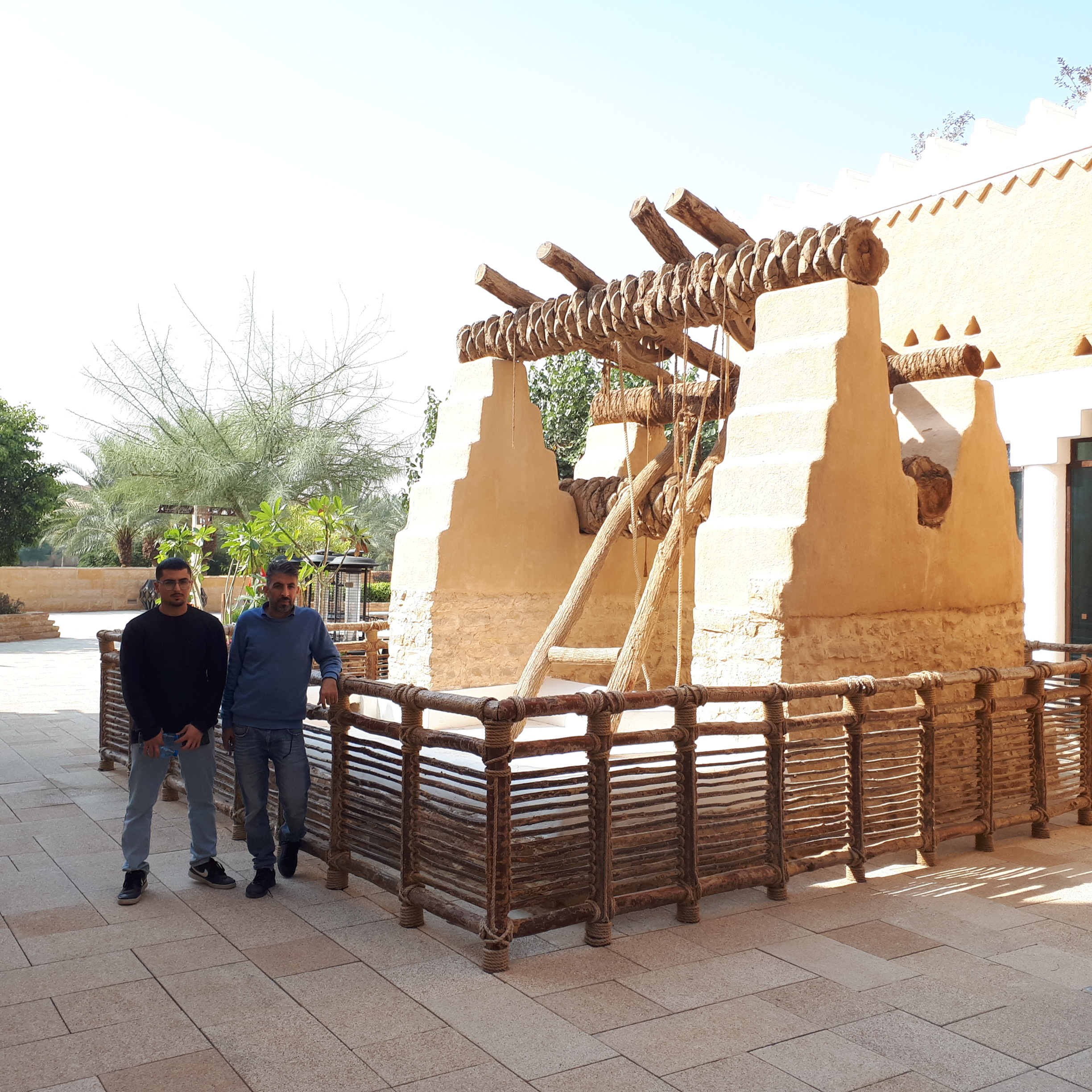
Diriyah Rekonstruktion eines Ziehbrunnens

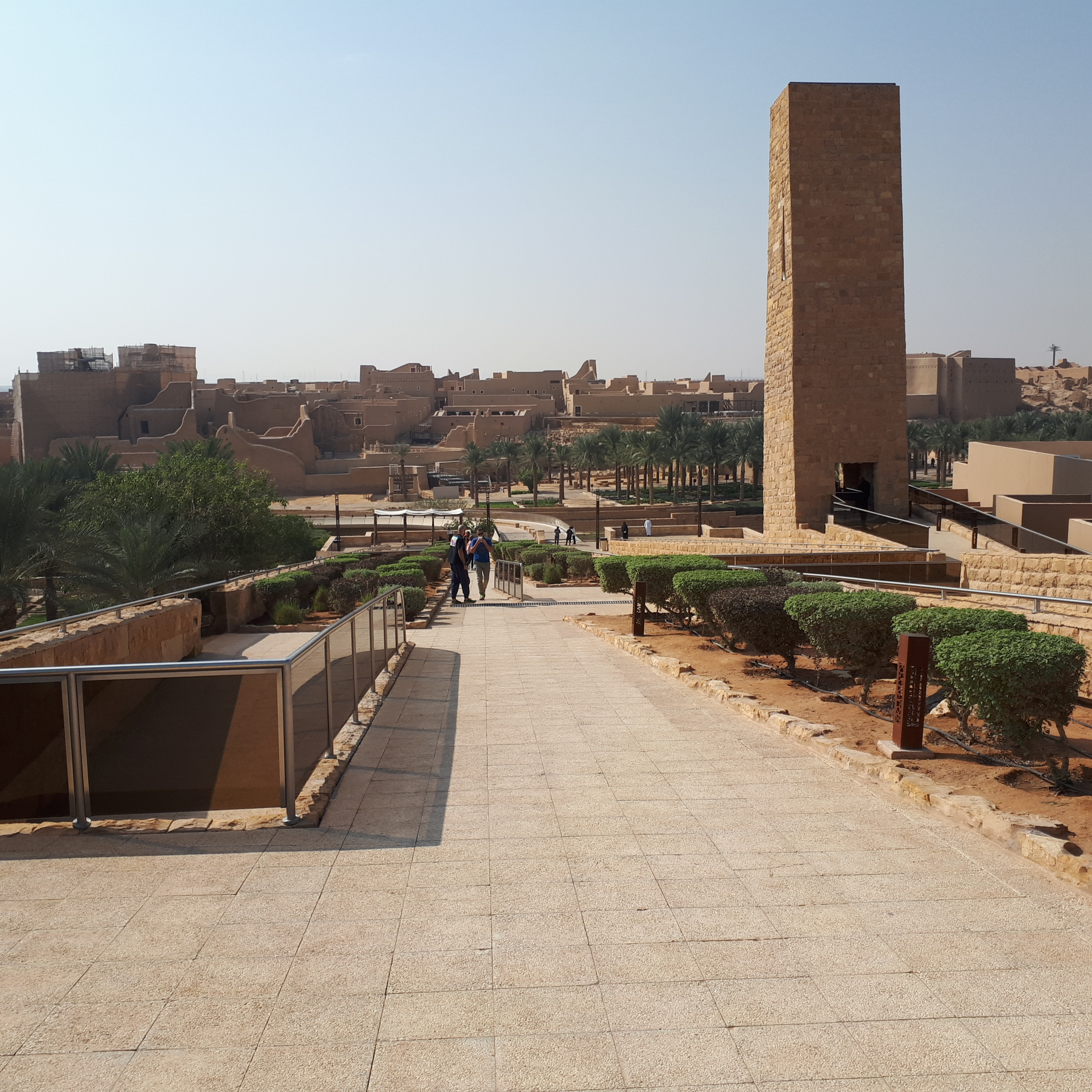
Blick auf das “alte” Diriyah

Die Neustadt von Dirʿiyya liegt etwa zwei Kilometer östlich des Wadi Hanifa. Die Bebauung ist überwiegend zweigeschossig.

## Aktuelle Projekte bis 2027

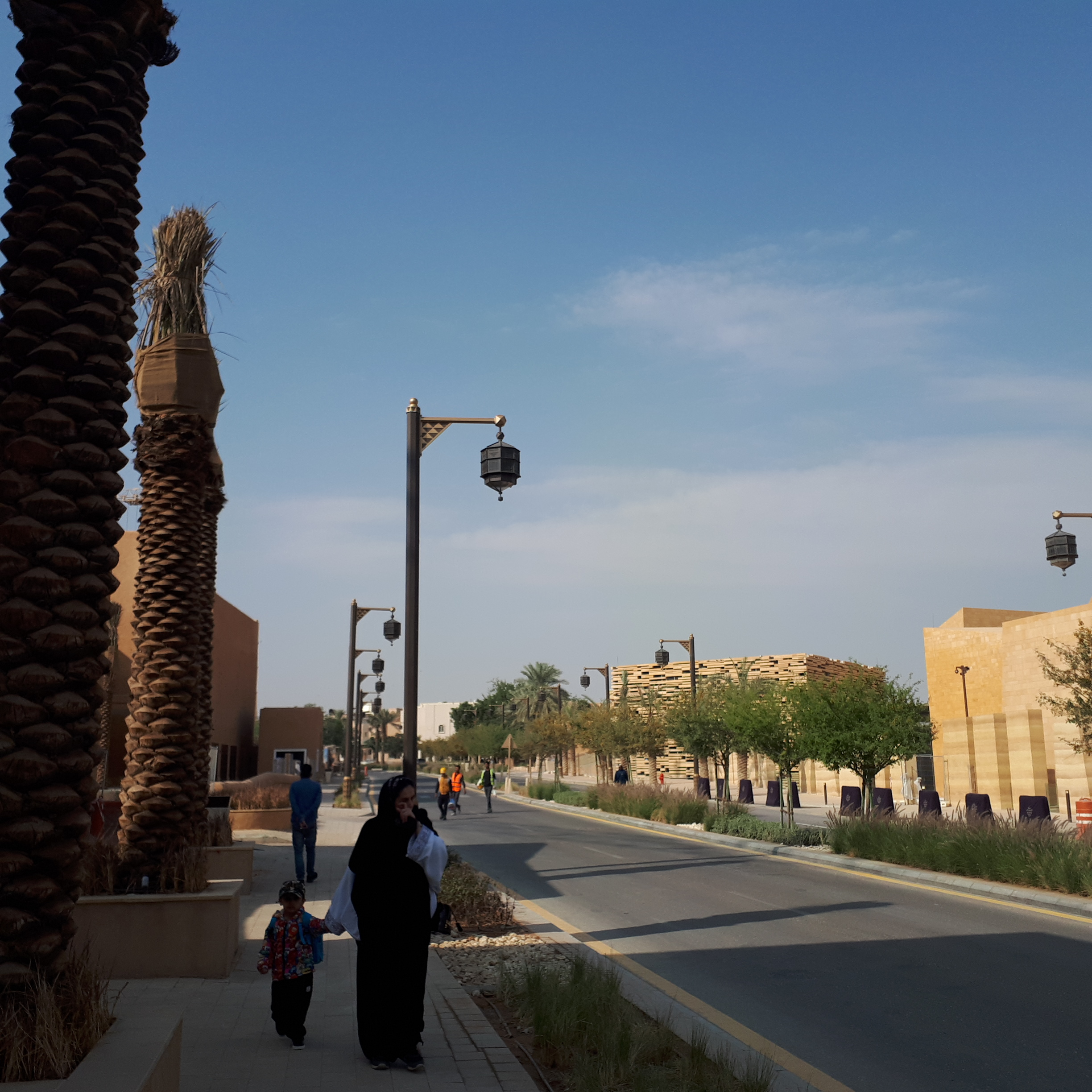
Straße im Freilichtmuseum Diriyah

Von Mohammed bin Salman wurde 2017 das Projekt Saudi Vision 2030 ins Leben gerufen, als Fahrplan für eine wirtschaftlich nachhaltige Zukunft des Landes. Die wichtigsten Bestandteile sind sogenannte Giga-Projekte, die vom Public Investment Fund des Landes finanziert werden. Bis zum Jahr 2030 sollen die Projekte The Line (Saudi-Arabien), Neom und Mukaab fertiggestellt sein. Für das Giga-Projekt Diriyah ist das Jahr 2027 vorgesehen.
Diriyah wird dabei oft als Kronjuwel des Königreichs bezeichnet, da es ehemalige Hauptstadt der ersten saudischen Dynastie („Geburtsort des Königreichs“) und zudem UNESCO-Weltkulturerbe ist.
Das Bauprojekt umfasst eine Fläche von 11 Quadratkilometern und wird seit 2017 mit einer Investition von 50-Milliarden-Dollar zu einem Tourismus-, Unterhaltungs- und Kulturziel umgestaltet. Die Bauarbeiten sind in vollem Gang und weit fortgeschritten, die Eröffnung soll 2027 erfolgen. Nur 15 Autominuten von Riad entfernt soll es neben Naturschutzgebieten und Kulturstätten einige der luxuriösesten Hotels und Restaurants der Welt im traditionellen Najdi-Architekturstil geben, mit dem Ziel, bis 2030 jährlich rund 30 Millionen Besucher anzulocken und so „das historische Erbe wieder zum Leben erwecken“.
Ein neues Besucherzentrum mit großen unterirdischen Parkgelegenheiten und ein Dokumentationszentrum sind weitgehend fertiggestellt und sollen im Lauf des Jahres 2024 eröffnet werden. Zudem sind vier neue Museen geplant: Ein nationales Verteidigungsmuseum, ein Pferdezuchtmuseum, ein Museum des gesellschaftlichen Lebens und ein Museum für Handel und Finanzen.
Touristen sind jedoch nicht die einzige Zielgruppe. Es soll mehr als 3.000 neue Wohneinheiten im traditionellen Najdi-Design und weitere 300 Luxus-Markenresidenzen geben. Der Standort wird auch eine brandneue akademische Einrichtung beherbergen, die King Salman University, die sich auf Erbe, Kultur und Kunst konzentrieren wird, sowie mehrere neue Kulturinstitute, die sich den Disziplinen Najdi-Architektur, Poesie, Falknerei, Koranrezitation, lokales Theater, Tanz, Musik und Kochkunst widmen.

## Persönlichkeiten
- Ali al-Bulaihi (* 1989), Fußballspieler